# Чоге, Августин
Августин Кипроно Чоге (суахили Augustine Kiprono Choge) — кенийский бегун на средние и длинные дистанции. Чемпион мира среди юниоров 2004 года на дистанции 5000 метров. Действующий рекордсмен мира среди юниоров на дистанции 3000 метров. Победитель игр Содружества 2006 года в беге на 5000 метров. Чемпион мира по кроссу в команде. На Олимпийских играх 2008 года занял 9-е место в беге на 1500 метров с результатом 3:35.50.
Действующий рекордсмен мира в эстафете 4×1500 метров.
Победитель соревнований Weltklasse in Karlsruhe 2012 года в беге на 3000 метров с результатом 7.29,94.

## Личные рекорды
- 800 метров — 1.44,86
- 1500 метров — 3.29,47
- 5000 метров — 12.53,66